# Abdul Karim
Mohammed Abdul Karim CIE CVO (hindi: हाफ़िज़ मुहम्मद अब्दुल करीम, urdu: حافظ محمد عبد الكريم; Lalatpur, 1863 – Agra, abril de 1909), mais conhecido como "o Munshi", foi um criado indiano da rainha Vitória do Reino Unido. Ele a serviu durante os quinze últimos anos de seu reinado, ganhando sua afeição maternal ao longo desse período.
Karim nasceu em Lalatpur na Índia Britânica, sendo um filho de um assistente hospitalar. Ele foi um de dois indianos selecionados durante o Jubileu de Ouro de Vitória em 1887 para servir como criado da rainha. Ela veio a gostar muito dele e lhe conferiu o título de "Munshi", uma palavra urdu que pode ser traduzida como "atendente" ou "professor". Vitória nomeou Karim como seu secretário indiano, lhe deu várias honrarias e conseguiu uma concessão de terras para ele na Índia.
A relação quase platônica entre Karim e Vitória criou tensões dentro da Criadagem Real, cujos outros membros se consideravam superiores a ele. Ela insistiu em levar o Munshi consigo para suas viagens, causando discussões com seus outros criados. Com a morte da rainha em 1901, seu filho Eduardo VII mandou Karim de volta para a Índia e confiscou e destruiu grande parte das correspondências entre o criado e sua mãe. Karim subsequentemente viveu calmamente perto de Agra na propriedade comprada para ele por Vitória, morrendo em 1909 aos 46 anos.

## Início de vida
Mohammed Abdul Karim nasceu em Lalatpur, Índia Britânica, em 1863 dentro de uma família muçulmana. Seu pai Haji Mohammed Waziruddin era um assistente hospitalar que trabalhava com o regimento de cavalaria britânica dos Cavalos Centrais Indianos. Karim tinha um irmão mais velho, Abdul Aziz, e quatro irmãs mais novas. Ele teve aulas particulares de persa e urdu, viajando quando adolescente para o norte do país e para o Emirado do Afeganistão. Waziruddin participou em agosto de 1880 da Batalha de Kandahar, o último confronto da Segunda Guerra Anglo-Afegã. Seu pai foi transferido depois da guerra para um cargo civil na Prisão Central de Agra, enquanto Karim trablhou como vakil ("agente" ou "representante") para o Nawab de Jawara na Agência de Agar. Ele pediu demissão depois de passar três anos em Agar e voltou para Acra, se tornando um atendente vernacular na prisão que seu pai trabalhava. Waziruddin arranjou um casamento para seu filho com a irmã de um colega de trabalho.
Os prisioneiros da prisão de Agra eram treinados e empregados como tecelões de tapetes como parte de seu processo de reabilitação. 34 prisioneiros viajaram em 1886 até Londres, Reino Unido, para demonstrar tecelagem de tapetes na Exibição Colonial e Indiana em South Kensington. Karim não acompanhou os prisioneiros, porém ajudou o superintendente John Tyler a organizar a viagem e selecionar os tapetes e os tecelões. Tyler presentou a rainha Vitória do Reino Unido com dois braceletes de ouro, novamente escolhidos com o auxílio de Karim. A rainha tinha um grande interesse em seus territórios indianos e queria empregar alguns criados indianos para seu Jubileu de Ouro. Ela pediu para Tyler recrutar dois atendentes que trabalhariam durante um ano. Karim foi rapidamente treinado nos modos britânicos e na língua inglesa, sendo enviado para o Reino Unido junto com Mohammed Buksh. O major-general Thomas Dennehy, que estava prestes a ser nomeado para a Criadagem Real, tinha anteriormente empregado Buksh como criado. O plano original era que os dois homens inicialmente realizassem tarefas simples antes de aprenderem outras funções.

## Criado real

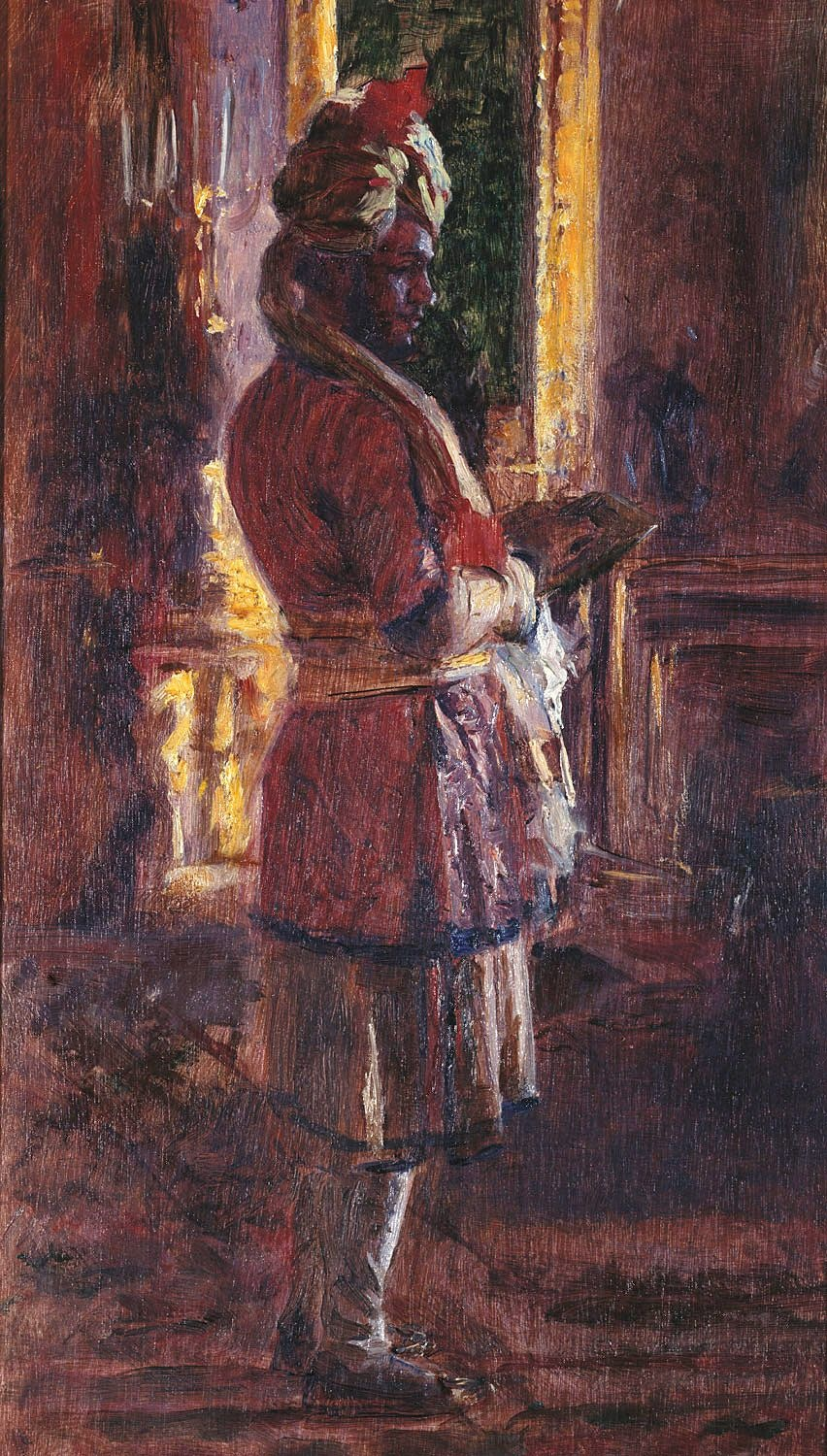
Karim em 1887 por Laurits Tuxen, na Royal Collection.

Karim e Buksh viajaram de trem de Agra até Bombaim e então pegaram um navio a vapor até o Reino Unido, chegando no Castelo de Windsor em junho de 1887. Eles foram colocados sob a supervisão de Dennehy e serviram a rainha pela primeira vez em 23 de junho durante um café da manhã na Casa Frogmore. Vitória descreveu Karim em seu diário: "O outro, mais jovem, é bem mais claro [que Buksh], alto, e com um semblante bem sério. Seu pai é um médico natural de Agra. Ambos beijaram meus pés".
Vitória escreveu cinco dias depois que "Os indianos sempre esperam e fazem as coisas, tão bem e silenciosos". Em 3 de agosto ela escreveu: "Eu estou aprendendo algumas palavras em hindustâni para falar com meus criados. É de grande interesse para mim tanto pela língua quanto pelo povo, eu nunca naturalmente entrei em real contato com eles antes". Ela provou um "excelente curry" feito por um de seus criados em 20 de agosto. Karim estava ensinando urdu para a rainha por volta do dia 30, algo que ela usou em uma audiência em dezembro para receber Maharani Chimnabai de Baroda.
A rainha gostou muito de Karim e ordenou que ele recebesse mais aulas de inglês. De acordo com ela em fevereiro de 1888, ele tinha "aprendido maravilhosamente o inglês". Como havia sido um atendente na Índia, Karim se considerava acima de trabalhos subalternos como criado, reclamando com Vitória que o promoveu em agosto de 1888 para a posição de "Munshi". Ela escreveu em seu diário que fez a mudança para que ele ficasse no Reino Unido: "Eu particularmente desejo manter os seus serviços já que ele me ajuda a estudar hindustâni, que me interessa muito, & ele é muito inteligente & útil". Foram destruídas as suas fotografias servindo-a à mesa, e Karim se tornou o primeiro atendente indiano pessoal de Vitória. Buksh também continuou a servir a rainha até sua morte em 1899, porém apenas como khidmatgar ou criado de mesa.
De acordo com a biógrafa Sushila Anand, as cartas de Vitória mostram que "suas discussões com o Munshi eram de amplo alcance – filosóficas, políticas e práticas. Tanto cabeça quanto coração eram empregados. Não há dúvidas que a Rainha encontrou em Abdul Karim uma conexão com um mundo que era fascinantemente alienígena, e um confidente que não lhe daria o discurso oficial". Karim foi encarregado dos outros criados indianos e ficou responsável por suas ações. Vitória o elogiava em cartas e em seu diário. "Eu gosto muito dele", ela escreveu, "Ele é tão bom & gentil & compreensivo em tudo que quero & é um grande conforto para mim". Ela admirava "seu atendente pessoal o Munshi, que é um homem excelente, inteligente, p[i]edoso & muito refinado, que diz 'Deus ordenou' ... Ordens de Deus é aquilo que eles obedecem implicitamente! Tal fé como a deles & tal conscienciosidade nos estabelecem um g[rande] exemplo". Karim recebeu da rainha aposentos no Castelo de Balmoral que anteriormente foram ocupados por John Brown, um criado favorito de Vitória que havia morrido em 1883. Apesar dos modos sério e digno que Karim apresentava em público, Vitória escreveu que "ele é muito amigável e animado com as damas da Rainha e agora ri e até mesmo conta piadas – e as convida para ir ver todas suas boas qualidades oferecendo bolo de frutas para comerem".

## Hostilidade
Karim recebeu uma licença de quatro meses em novembro de 1888 para voltar para a Índia, tempo em que ele usou para visitar seu pai. Ele escreveu para Vitória que seu pai prestes a se aposentar tinha esperanças de receber uma pensão, enquanto seu antigo chefe John Tyler aguardava uma promoção. Como resultado disso, a rainha escreveu durante os primeiros seis meses de 1889 para lorde Henry Petty-Fitzmaurice, 5.º Marquês de Lansdowne e vice-rei da Índia, exigindo ações para a pensão de Waziruddin e a promoção de Tyler. Lansdowne estava relutante em agir porque Waziruddin havia dito a sir Auckland Colvin, governador local, que desejava apenas gratidão e também porque Tyler tinha a reputação de ter um comportamento indelicado e fazer comentários mal-humorados.
A ascensão de Karim criou ciúmes e descontento dentre os membros da Criadagem Real, que normalmente jamais se associariam com indianos abaixo de príncipe. Vitória esperava que todos recebessem Karim, um indiano de origem humilde, em seu meio; eles não estavam dispostos a fazer isso. Por sua parte, o Munshi esperava ser tratado como um igual. Alberto Eduardo, Príncipe de Gales, realizou em 26 de abril de 1889 um entretenimento para a rainha na Casa Sandringham e colocou Karim em uma mesa junto com outros criados. Ele se retirou sentindo-se insultado. Vitória ficou do seu lado, afirmando que Karim deveria ter ficado junto com os outros membros da criadagem. Quando Vitória compareceu aos Jogos de Braemar em 1890, seu filho o príncipe Artur, Duque de Connaught e Strathearn, foi falar com o secretário de sua mãe sir Henry Ponsonby indignado por ter visto o Munshi junto com a aristocracia. Ponsonby sugeriu que já que isso ocorreu "pela ordem da Rainha", o príncipe deveria ir falar com ela a respeito. "Isso o calou totalmente", comentou o secretário posteriormente.
A biógrafa Carolly Erickson descreveu a situação:
| “ | O rápido avanço e a arrogância pessoal do Munshi inevitavelmente levaram a sua impopularidade, porém o fato da sua raça fizeram todas as emoções contra ele serem mais fortes. Racismo era um flagelo da época; vinha lado a lado com a crença da adequação da dominação global britânica. Era intolerável que um indiano de pele escura fosse colocado quase no mesmo nível dos criados brancos da rainha, que ele comesse na mesma mesa que os outros era visto como um ultraje que ele compartilhasse em suas vidas diárias. Mesmo assim a rainha estava determinada a impor harmonia em sua criadagem. Ódio racial era intolerável para ela, e o "querido e bom Munshi" merecida nada além do respeito. | ” |

Vitória se recusava a acreditar em quaisquer comentários negativos sobre Karim quando outros vinham reclamar dele com ela. A rainha negava como "muito errado" quaisquer preocupações com o comportamento do Munshi, que era considerado por outras pessoas como despótico. Hourmet Ali, cunhado de Karim, vendeu em junho de 1889 um dos broches de Vitória para um joalheiro de Windsor. Ela aceitou a explicação de Karim que Ali havia encontrado o broche e que era costume na Índia ficar com qualquer objeto que se tenha encontrado, mesmo com o resto da criadagem acreditando que Ali havia roubado o item. O Munshi recebeu em julho aposentos que foram ocupados anteriormente pelo dr. James Reid, médico pessoal da rainha, até mesmo recebendo sua própria sala de estar particular.

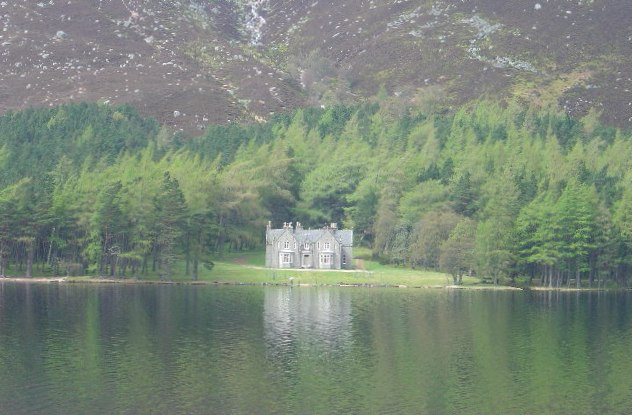
Glassalt Shiel: o chalé refúgio de Vitória em Balmoral.

A rainha continuou a escrever para lorde Lansdowne sobre as questões da promoção de Tyler e da administração da Índia. Ela expressou reservas quanto a introdução de conselhos eleitos dizendo que os muçulmanos não conseguiriam nenhum assento por serem uma minoria, pedindo também para que os festivais hindus fossem marcados para não entrarem em conflito com as festividades muçulmanas. Lansdowne ignorou a última sugestão por considerá-la potencialmente problemática, porém nomeou Tyler em setembro de 1889 para a posição de Inspetor Geral Interino das Prisões.
Vitória surpreendeu e preocupou a criadagem de Balmoral em setembro de 1889 quando passou uma noite com Karim no remoto chalé de Glassalt Shiel no loch Muick. A rainha frequentemente ficava lá com Brown, porém jurou nunca mais voltar depois da morte dele. O Munshi adoeceu no início de 1890 com um furúnculo inflamado em seu pescoço e Vitória instruiu seu médico dr. Reid a cuidar de seu criado. Ela escreveu a Reid com ansiedade e explicando que sentia-se responsável pelo bem estar de seus criados indianos por eles estarem tão longe de sua terra natal. O médico realizou uma operação para abrir e drenar o inchaço, com Karim se recuperando em seguida. Reid escreveu em 1 de março de 1890 que a rainha "visita Abdul duas vezes ao dia, em seu aposento tendo aulas de hindustâni, assinando sua caixa vermelha, examinando seu pescoço, alisando seus travesseiros, etc."

## Terras e familiares
A rainha encomendou em 1890 um retrato de Karim pintado por Heinrich von Angeli. De acordo com ela, von Angeli estava ansiso por pintar o Munshi já que nunca antes havia pintado um indiano e "ficou tão impressionado com seu bonito rosto e cor". Vitória escreveu em 11 de julho para lorde Lansdowne e lorde R. A. Cross, 1.º Visconde Cross e Secretário de Estado para a Índia, pedindo por "uma concessão de terra para seu jovem exemplar e excelente Munshi, Hafiz Abdul Karim". Ela não confiava que seus parentes e a criadagem iriam cuidar de Karim depois dela morrer, querendo assim assegurar seu futuro. Lansdowne respondeu dizendo que concessões de terras eram dadas apenas a soldados com um longo e distinto serviço nas formas armadas. Mesmo assim ele concordou em encontrar terras para Karim que lhe dariam uma renda de seiscentas rúpias anuais, a mesma quantia que um soldado poderia receber se tivesse um histórico exemplar. Vitória escreveu várias vezes para o vice-rei entre julho e outubro, pressionando-o pela concessão. Existiam poucas terras controlas pelo governo perto de Acra que não eram terrenos baldios; assim Landowne estava tendo problemas em encontrar um terreno adequado. O Munshi deixou Balmoral em 30 de outubro para uma licença de quatro meses na Índia, viajando no mesmo navio de Maud Hamilton, Marquesa de Lansdowne. Lorde Lansdowne telegrafou para a rainha no mesmo dia para lhe informar que finalmente havia conseguido encontrar uma concessão de terras nos subúrbios de Agra. Como ele escreveu para a soberana:
| “ | ... bem recentemente um dos homens que ao risco de vida, e sob um fogo fulminante ajudou a explodir o Portão de Kashmere no Motim, recebeu, ao se aposentar do serviço, uma concessão de terra dando apenas Rs 250 por toda a vida. Abdul Karim, aos 26 anos, recebeu uma concessão perpétua de terra representando uma renda de mais de o dobro da quantia em reconhecimento por seus serviços como membro da Criadagem de Vossa Majestade. | ” |

Lansdowne visitou Agra em novembro de 1890, conhecendo Karim e conseguindo fazer com que ele ficasse sentado junto com sua comitiva durante um durbar. Lansdowne se encontrou em particular tanto com o Munshi quanto com Waziruddin, enquanto a marquesa conheceu a esposa e madrasta dele, que haviam secretamente sido levadas para o acampamento do vice-rei a fim de respeitar as regras do Purdah.
Karim voltou para o Reino Unido em 1891 e pediu para Reid enviar uma grande quantidade de compostos medicinais para seu pai, que incluiam estricnina, hidrato de cloral, morfina e outras drogas. O médico calculou que a quantidade pedida era "amplamente suficiente para matar de 12.000 a 15.000 homens adultos ou um número extremamente grande de crianças", recusando assim o pedido. Ao invés disso Reid persuadiu Vitória que os componentes químicos deveriam ser adquiridos pelos seus gastos através das autoridades indianas. Waziruddin visitou o Reino Unido em junho de 1892 e ficou nos castelos de Balmoral e Windsor. Ele se aposentou no ano seguinte e recebeu para a satisfação da rainha o título de Khan Bahadur nas Honrarias de Ano Novo de 1894, algo que Lansdowne afirmou ter sido "uma em que sob circunstânscias ordinárias o Doutor não poderia se aventuraram a esperar".
Karim voltou novamente para a Índia em maio de 1892 para uma licença de seis meses; ao voltar ele estava acompanhado de sua esposa e sogra. As duas mulheres estavam completamente cobertas pela burca e viajaram de trem em aposentos com as cortinas fechadas. Vitória escreveu: "as duas senhoras indianas ... que são, creio eu, as primeiras senhoras muçulmanas purdah que já vieram para cá ... mantém seu costume de completa reclusão e de estar todas cobertas quando saem, exceto por buracos para seus olhos". A rainha pode vê-las sem a burca por ser uma mulher. O Munshi e sua família ficaram alojados em chalés em Windsor, Balmoral e na Casa Osborne, o retiro real da Ilha de Wight. Vitória os visitava com regularidade, geralmente trazendo convidadas mulheres para conhecer a família de Karim, incluindo a imperatriz russa Maria Feodorovna e Alexandra da Dinamarca, Princesa de Gales. Uma das visitantes, Marie Mallet, dama de companhia da rainha, escreveu:
| “ | Fui ver a esposa do Munshi (por Comando Real). Ela é gorda e não tão feia, um delicado tom de chocolate e maravilhosamente vestida, aneis em seus dedos, aneis em seu nariz, um espelho de bolso de cor turquesa em seu polegar e cada parte possível da sua pessoa pendurada com correntes e pulseiras e brincos, um véu rosa em sua cabeça beirado com ouro e esplêndidas ataduras de seda e cetim ao redor de sua pessoa. Ela fala inglês de maneira limitada ... | ” |

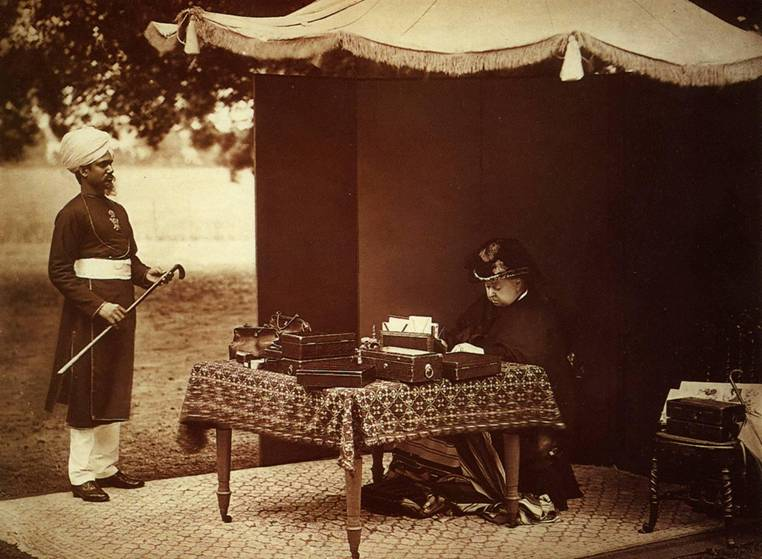
Karim e Vitória em 1893.

O dr. Reid nunca viu a sra. Karim sem véu, porém afirmou que uma língua diferente foi projetava de trás do véu para sua inspeção sempre que ele era chamado para examiná-la.
O nome do Munshi começou a aparecer em 1892 no Court Circular dentre os nomes de oficiais que acompanhariam a rainha durante sua anual viagem de março para a Costa Azul na França. Vitória passou o natal de 1892 como sempre em Osborne, onde Karim participou de tableau vivants preparadas como entretenimento assim como havia feito em anos anteriores. Ele foi apresentado ao rei Humberto I da Itália durante as férias da rainha no ano seguinte. De acordo com um relato contemporâneo: "O rei não entendeu por que este hindu  magnífico e imponente deveria ser formalmente apresentado a ele. A ideia popular na Itália é que o Munshi é um príncipe indiano capturado, que foi tomado pela Rainha como um sinal direto e visível da supremacia de Sua Majestade no oriente".
Vitória estava mandando mensagens para Karim em urdu por volta de 1893. Ela frequentemente assinava as cartas para o Munshi como "sua mãe afetuosa, VRI" ou "sua mãe verdadeiramente dedicada e afetuosa, VRI".

## Viagens e jubileu
Karim era visto como alguém que tinha se aproveitado de sua posição como favorito da rainha, tendo subido bem acima de sua função como empregado subalterno, causando grande ressentimento na corte. Ele publicou uma propaganda no jornal Florence Gazette durante sua viagem pela Itália, afirmando que "[ele] pertence a uma família boa e altamente respeitada". O Munshi se recusava a viajar com os outros indianos e se apropriou de um banheiro das damas de companhia para seu uso exclusivo. Ele se recusou a comparecer em Coburgo ao casamento da princesa Vitória Melita de Saxe-Coburgo-Gota pois o pai dela, o príncipe Alfredo, Duque de Saxe-Coburgo-Gota, havia lhe designado um lugar na galeria com outros criados. A rainha defendeu seu favorito apesar de enfrentar oposição de sua família. Vitória escreveu para seu secretário sir Henry Ponsoby: "é realmente ultrajante inventar que o pobre e bom Munshi é tão baixo & é completamente fora de lugar em um país como a Inglaterra ... Ela conheceu 2 Arcebispos que eram respectivamente filhos de um Açougueiro & um Quitandeiro ... o pai de Abdul viu um serviço bom & honorável como Dr. & ele [Karim] sente o coração partido por falarem dessa maneira".
O mandato de lorde Lansdowne terminou em 1894 e ele foi sucedido por lorde Victor Bruce, 9.º Conde de Elgin. Frederick, o filho de Ponsoby, foi o ajudande de campo de Elgin durante um breve período antes de ser nomeado eguariço de Vitória. A rainha pediu para Frederick visitar Waziruddin, o "cirurgião-geral" de Agra. Ele contou a soberana ao voltar para o Reino Unido que Waziruddin "não era o cirurgião-geral, mas apenas o apotecário da cadeia", algo que ela "negou resolutamente" dizendo que Frederick "deve ter visto o homem errado". Para "deixar claro seu descontendo", durante um ano Vitória não convidou o jovem para jantar.
Karim enviou um cartão de cumprimentos a lorde Elgin no natal de 1894, que não foi respondido para o espanto de Vitória. Através de Frederick Ponsonby ela reclamou com Elgin, que respondeu dizendo que "não imaginava que qualquer resposta era necessária, ou que a Rainha esperaria que ele enviasse uma", salientando "quão impossível seria para um Vice-Rei Indiano entrar nesse tipo de correspondência".
Frederick escreveu em janeiro de 1895 para Elgin informando que Karim era extremamente impopular dentro da criadagem, ocupando "muitíssimo a mesma posição que John Brown costumava ter". A princesa Luísa, a princesa Beatriz e seu marido o príncipe Henrique de Battenberg, o primeiro-ministro lorde Archibald Primrose, 5.º Conde de Rosebery, e o Secretário de Estado da Índia Henry Fowler levantaram dúvidas com a rainha sobre o Munshi, que "recusou-se a ouvir o que eles tinham a dizer más estava muito brava, então você vê que o Munshi é como um animal de estimação, como um cachorro ou gato que a Rainha não era se desfazer". Elgin foi avisado tanto por Ponsonby quanto pelo Escritório da Índia que Vitória deu suas cartas para Karim ler, e que consequentemente sua correspôndencia com ela não deveria ser de natureza confidencial. Os conselheiros da rainha temiam a associação do Munshi com Rafiuddin Ahmed, um ativista político indiano residente em Londres que tinha conexões com a Liga Patriótica Muçulmana. Eles suspeitavam que Ahmed tirava informações confidenciais de Karim para transmití-las a Abderramão Cã, o emir do Afeganistão. Não existem evidências que esses temores tinham algum fundamento, ou ainda que o Munshi foi indiscreto em alguma ocasião.

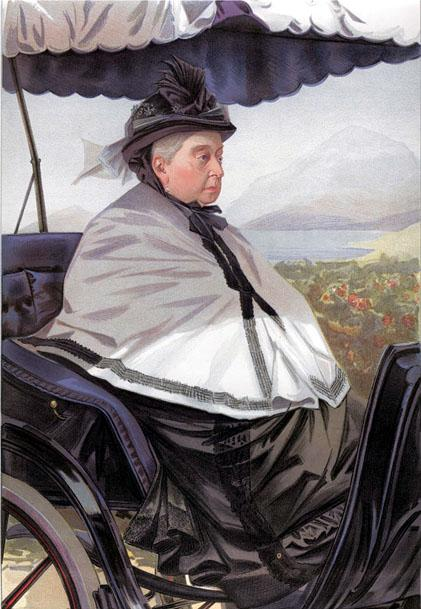
Vitória de férias na França em 1897, por Jean Baptiste Guth.

Durante a viagem anual de férias da rainha na Costa Azul em março de 1895, os jornais locais publicaram histórias sobre Le Munchy, secrétaire indien e le professor de la Reine, que foram instigados por Karim de acordo com Ponsonby. O Munshi foi nomeado Companheiro da Ordem do Império Indiano (CIE) nas Honras de Aniversário da Rainha em maio do mesmo ano, apesar de oposição de Rosebery e Fowler. Tyler ficou atônito ao voltar para o Reino Unido e descobrir da elevação do Munshi.
Rosebery e Fowler foram substituídos respectivamente por lorde Robert Gascoyne-Cecil, 3.º Marquês de Salisbury, e lorde George Hamilton depois das eleições gerais de 1895. Hamilton achava que Karim não era perigoso como outros pensavam, porém que era "um homem estúpido, e por conta disso ele pode se tornar um instrumento nas mãos de outros homens". O Munshi voltou para a Índia no início de 1896 para uma licença de seis meses, com Hamilton e Elgin colocando-o sob vigilância "discreta". Eles não ousaram ser tão óbvios e deixar Karim perceber e informar Vitória. Sua visita pareceu ocorrer sem grandes acontecimentos apesar dos temores que ele pudesse encontrar com pessoas hostis.
O Munshi deixou Bombaim para o Reino Unido em agosto de 1896, levando consigo seu sobrinho mais jovem Mohammed Abdul Rashid. Karim não tinha filhos. A rainha conseguiu uma médica para examinar em dezembro de 1893 a esposa de seu criado, já que o casal há tempos tentava conceber. De acordo com o dr. Reid, Karim teve gonorreia em 1897.
Os membros da criadagem começaram a se preparar em março de 1897 para viagem anual de Vitória para Cimiez, porém insistiram que Karim não fizesse parte da comitiva real, ameaçando todos a se demitirem se ele fosse junto. Quando a dama de companhia Harriet Phipps informou a rainha da decisão coletiva, ela em fúria jogou todos os objetos que estavam em cima de sua mesa no chão. A criadagem voltou atrás, porém as férias foram marcadas pelo ressentimento cada vez maior entre Vitória e seus criados. Ela achava que a desconfiança e antipatia contra Karim eram motivadas por "preconceito racial" e ciúmes. Rafiuddin Ahmed se juntou ao Munshi em Cimiez, porém a criadagem o forçou a partir, algo que a rainha achou "desrespeitoso" e pediu para lorde Salisbury emitir uma desculpa para Ahmed, explicando que ele tinha sido excluído apenas por ter escrito artigos para jornais e jornalistas não eram permitidos. Ponsonby escreveu em abril que "acontece que [o Munshi] é um homem completamente estúpido e ignorante, e seu único ideal de vida parece ser de não fazer nada e comer tanto quanto ele pode". Reid avisou Vitória que sua ligação com Karim levantou questões sobre sua sanidade, com Hamilton telegrafando Elgin pedindo informações sobre o Munshi e sua família em um esforço para desacreditá-lo. Ao receber a resposta de Elgin que todos eram "Respeitáveis e confiáveis ... porém humilde a posição da família", Hamilton concluiu que "para o meu conhecimento o Munshi não fez nada que é repreensível ou merecedor de crítica oficial ... inquéritos não seriam corretos, a menos que fossem ligados com alguma afirmação ou acusação definitiva". Entretanto, ele autorizou mais investigações no "conspirador maometano Rafiuddin". Nada foi provado contra Ahmed, que mais tarde se tornou um funcionário público do governo de Bombaim e recebeu em 1932 um título de cavaleiro. Nas palavras de Hamilton, o efeito era "colocá-lo [Karim] mais em seu lugar humilde, e sua influência não será a mesma no futuro".
Vitória procurou assegurar Karim depois dos problemas de 1897. "Eu garanti o seu conforto em meus arranjos testamentários", ela escreveu para ele, "e constantemente pensei bem de você. A longa carta que incluo foi escrita há quase um mês atrás e é inteiramente e apenas minha própria ideia, nenhum ser humano nunca vai saber o que é ou o que você me responder. Se você não conseguir lê-la eu te ajudarei e então a queimarei  de imediato. A rainha contou a Reid que as disputas colocaram ela e o Munshi sob pressão, com o médico respondendo que isso era improvável no caso do segundo "julgando por sua aparência robusta e altivez inalterada". Lorde Salisbury contou a Reid que ele também achava algo improvável no caso dela, afirmando que Vitória secretamente gostava das brigas pois eram "a única forma de entretenimento que ela pode ter".
Reid aparentemente se juntou ao resto da criadagem nas reclamações sobre Karim, com Vitória depois reclamando com ele que "Eu pensava que você ficava entre mim e eles, porém agora penso que você badala com o resto". Os membros da criadagem insistiram novamente em 1899 que o Munshi não acompanhasse a comitiva real durante as tradicionais férias em Cimiez. A rainha fez com que o criado permanecesse em Windsor, porém mandou uma mensagem para ele ir se juntar ao resto uma vez que todos se estabeleceram no hotel Excelsior Regina.

## Últimos anos
Karim conseguiu finalizar em 1898 a compra de uma porção de terra adjacente a sua concessão anterior; ele havia se tornado um homem rico. Reid afirma em seu diário que havia desafiado o Munshi sobre suas questões financeiras: "Você disse para a Rainha que nenhum recibo é entregue por dinheiro na Índia, e dessa forma você não precisa dar um para Sir F Edwards [Guardião da Bolsa Privada]. Isto é uma mentira e significa que você deseja enganar a Rainha". Karim disse para Vitória que arranjaria os recibos para responder contra as alegações, com a rainha escrevendo a Reid dispensando as acusações, chamando-as de "envergonhosas".
Karim pediu para Vitória lhe conferir o título de "Nababo", o equivalente indiano de pariato, e o nomear um Cavaleiro Comandante da Ordem do Império Indiano (KCIB), algo que lhe faria "Sir Abdul Karim". Elgin ficou horrorizado e sugeriu que ele fosse nomeado membro da Real Ordem Vitoriana (MVO), que seria um presente pessoal da rainha, sem nenhum título, algo que não traria nenhuma implicação política na Índia. Sir Fletwood Edwards e lorde Salisbury aconselharam até mesmo contra a honraria menor. Mesmo assim, Vitória nomeou Karim em 1899 em seu octagésimo aniversário como comandante da ordem (CVO), uma patente intermediária entre membro e cavaleiro.
O Munshi voltou para a Índia em novembro de 1899, ficando lá por um ano. Waziruddin, descrito como "um velho cortês e cavalheiro" por lorde George Curzon, 1.º Barão Curzon de Kedleston e substituto de Elgin como vice-rei, morreu em junho de 1900. Karim voltou para o Reino Unido em novembro de 1900, porém Vitória havia envelhecido visilvelmente e sua saúde estava piorando. Ela morreu três meses depois em janeiro de 1901.
O novo rei Eduardo VII dispensou Karim e todos os outros indianos da corte, enviando-os de volta para casa. Entretanto, ele permitiu que o Munshi fosse a última pessoa a ver o corpo de Vitória antes do caixão ser fechado e que participasse da procissão fúnebre. Quase todas as correspondências entre a rainha e Karim foram queimadas a mando de Eduardo. Mary Curzon, esposa de lorde Curzon, escreveu ema gosto de 1901:
| “ | Charlotte Knollys [dama dos aposentos de Alexandra da Dinamarca] me disse que o truque do Munshi que amedrontou por muitos anos toda a criadagem em Windsor mostrou-se uma farsa rídicula, já que o pobre homem não apenas deu todas as suas cartas e até mesmo fotos assinadas pela Rainha e voltou para a Índia como um cão chicoteado. Todos os criados indianos foram embora, então agora não há nenhuma imagem & esquisitice Oriental na Corte. | ” |

Jorge, Príncipe de Gales, visitou a Índia entre 1905 e 1906 com sua esposa a princesa Maria de Teck e escreveu para seu pai o rei de Agra: "Pela tarde nós vimos o Munshi. Ele não ficou mais bonito e está engordando. Devo dizer que ele foi muito cortês e humilde e muito feliz em nos ver. Ele usou seu C.V.O. que eu não tinha ideia que ele conseguiu. Me disseram que ele vive aqui calmamente e não dá nenhum trabalho".
Karim morreu em abril de 1909 em sua propriedade em Agra. Ele tinha duas esposas vivas e foi enterrado em um mausoléu ao estilo pagode ao lado de seu pai no cemitério de Panchkuin Kabaristan.
W. H. Cobb, comissário britânico em Agra, visitou a propriedade do Munshi seguindo ordens de Eduardo para recuperar quaisquer correspondências restantes entre Karim e Vitória ou sua criadagem, que foram confiscadas e enviadas de volta para o rei. Lorde Gilbert Elliot-Murray-Kynynmound, 4.º Conde de Minto e vice-rei da Índia na época, John Hewitt o tenente-governador e os funcionários civis do Escritório da Índia desaprovaram essas ações, recomendando que as cartas fossem devolvidas. Eduardo eventualmente devolveu quatro sob a condição de que elas lhe fossem enviadas de volta depois da morte da primeira esposa do Munshi.

## Legado
Como Karim não teve filhos, seus sobrinhos herderam suas propriedades e riquezas. Sua família continuou a viver em Agra até a independência e partição da Índia em agosto de 1947, quando imigraram para o Paquistão. A propriedade foi confiscada pelo governo indiano e distribuída para refugiados hindus paquistaneses. Metade da casa foi subsequentemente dividida em duas residências individuais, enquanto que a outra metade se tornou uma casa de repouso e um consultório médico.
Havia pouquíssimo material biográfico sobre Karim até a publicação das memórias de Frederick Ponsonby em 1951. Examinações acadêmicas sobre sua vida e relação com Vitória começaram por volta da década de 1960, focando-se no Munshi como "uma ilustração para os preconceitos de raça e classe na Inglaterra Vitoriana". Mary Lutyens, ao editar o diário de sua avó Edith (esposa de Robert Bulwer-Lytton, 1.º Conde de Lytton e vice-rei da Índia entre 1876 e 1880), concluiu que "Embora se possa entender que o Munshi era mal visto, como os favoritos quase sempre são ... Não se pode deixar de sentir que a repugnância com que ele foi considerado pela Criadagem era baseada principalmente em esnobismo e preconceitos de cor". Elizabeth Longford escreveu que "Abdul Karim mais uma vez agitou a mesma imaginação real que havia magnificado as virtudes de John Brown ... Mesmo assim, insinuou-se dentro da confiança dela uma pessoa inferior, ao mesmo tempo que aumentou a paixão atordoada da nação com um sonho inferior, o sonho do Império Colonial".
Historiadores concordam com as suspeitas da criadagem de que Karim influenciou as opiniões da rainha sobre questões indianas, enviesando-a contra os hindus e a favor dos muçulmanos. Porém são descreditadas as suspeitas que ele passou segredos para Rafiuddin Ahmed. Vitória afirmou que "nenhum documento político de qualquer tipo fica em algum momento nas mãos do Munshi, mesmo em sua presença. Ele apenas a ajuda a ler as palavras que ela não consegue ler ou submissões meramente ordinárias em mandados de assinatura. Ele não lê fluentemente em inglês o suficiente para conseguir ler qualquer coisa importante". Consequentemente, é imporvável que Karim tenha conseguido influenciar a política indiana do governo britânico ou providenciado informações úteis para os ativistas muçulmanos".